# District urban al Germaniei

Structura adminstraţiei teritoriale din Germania

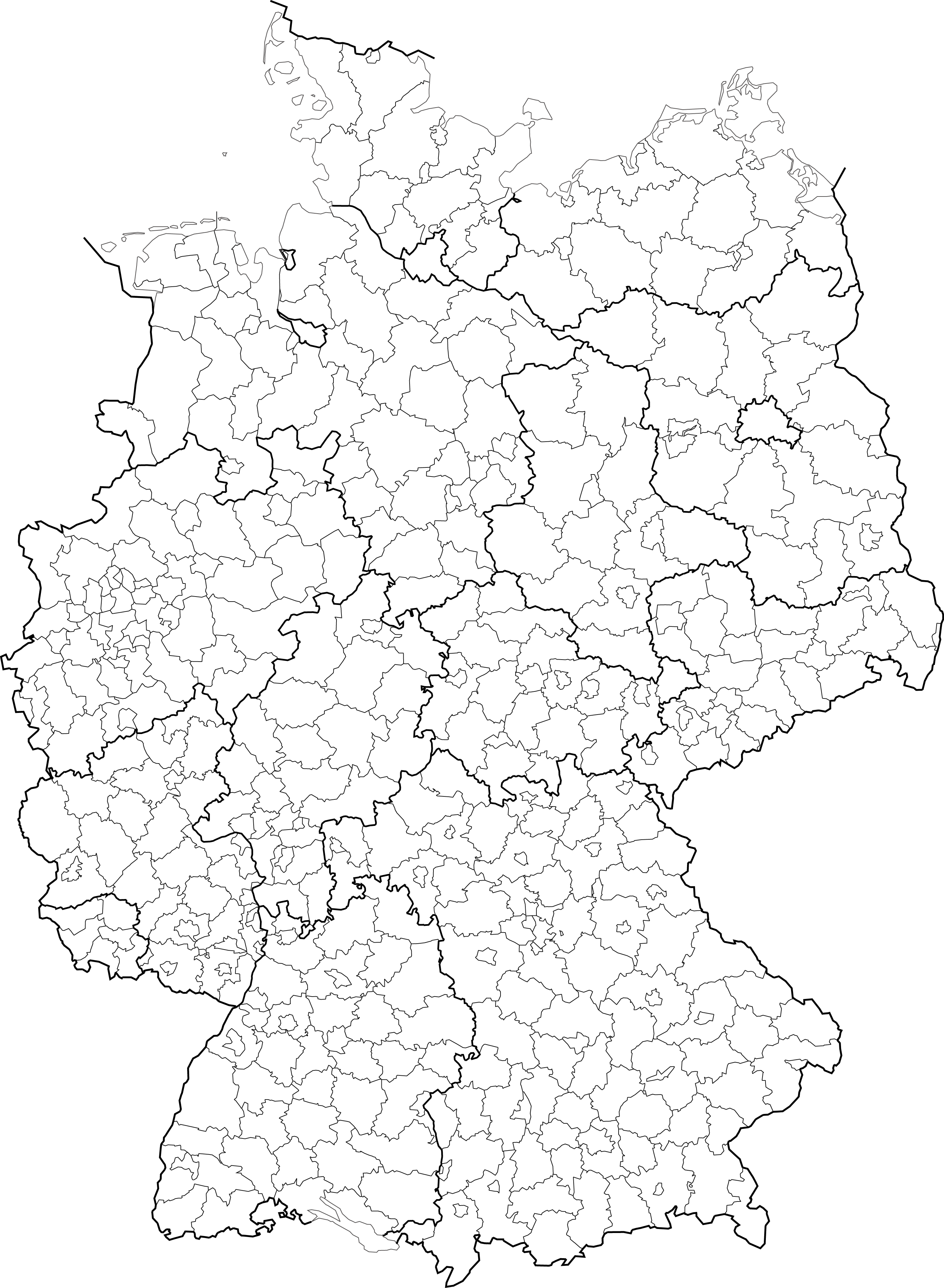
Districtele urbane şi rurale din Germania

Politische Gliederung Deutschlands in Länder, Regierungsbezirke, (Land-)Kreise und kreisfreie Städte

Un district urban german (în germană: kreisfreie Stadt) este un oraș mai mare din Germania care nu ține de niciun district rural. (Cele mai multe orașe germane țin de câte un district rural, ele neconstituind un district aparte, urban.)
În unele landuri germane unitatea administrativă imediat superioară este regiunea administrativă de tip Regierungsbezirk. În celelalte landuri toate districtele țin direct de land.